# Cercanías di San Sebastián
La Cercanías di San Sebastián (in basco Renfe Aldiriak - Donostia; in spagnolo Cercanías San Sebastián) è una linea ferroviaria suburbana (Cercanías) che serve la città spagnola di San Sebastián.

## Rete
È in esercizio un'unica linea:
- Irun - Brinkola